# The Bling Ring
The Bling Ring è un film televisivo del 2011 diretto da Michael Lembeck basato su fatti realmente accaduti.

## Trama
Un gruppo di ragazzi americani, ossessionati da personaggi famosi, si mettono a svaligiare le case di alcuni di loro.

## Remake
Nel 2013 la regista Sofia Coppola ha realizzato un remake cinematografico del film intitolato Bling Ring.